# ICM Registry
ICM Registry est le registre de noms de domaine du domaine de premier niveau .xxx spécialisé dans l'enregistrement de noms de domaine de second niveau pour les sites pornographiques.
Il opère à partir de Palm Beach Gardens en Floride (États-Unis), détenu par Stuart Lawley[Quand ?].

## Historique
Le 18 mars 2011, l'ICANN (Internet Corporation for Assigned Names and Numbers) a approuvé la création du domaine de premier niveau .xxx.
Le domaine a été mis en service le 15 avril suivant.
Le 12 avril 2012, ICM Registry a annoncé qu'il appliquerait, pour la gestion des domaines de premier niveau :
- .sex,
- .porn,
- .adult[4],[5].